# Актиний-225
Акти́ний-225 (англ. actinium-225) — радиоактивный нуклид химического элемента актиния с атомным номером 89 и массовым числом 225. Впервые был обнаружен в 1947 году как продукт распада урана-233. Актиний-225 является альфа-излучателем с периодом полураспада около 9,9190(21) суток. Чрезвычайно радиотоксичен, один из сильнейших ядов, известных науке.
Принадлежит к вымершему радиоактивному семейству нептуния-237 (так называемый ряд нептуния), от которого остался только висмут-209. В настоящее время следовые количества 225Ac в урано-ториевых рудах образуются при облучении нуклидов из рядов урана-238, урана-235 и тория-232 естественными потоками нейтронов, например в результате 
- захвата теплового нейтрона ядром радия-224 (ряд тория) 224Ra + n → 225Ra с последующим бета-распадом радия-225 в актиний-225;
- захвата теплового нейтрона ядром тория-232 232Th + n → 233Th с последующей цепочкой распадов 233Th  233Pa  233U  229Th  225Ra  225Ac.

## Образование и распад
Актиний-225 непосредственно образуется в результате α-распада нуклида 229Pa (вероятность его распада по этому каналу составляет 0,48(5)%) и β−-распада нуклида 225Ra (период полураспада составляет 14,9(2) суток):
{\displaystyle \mathrm {^{229}_{91}Pa} \rightarrow \mathrm {^{225}_{89}Ac} +\mathrm {^{4}_{2}He} ,}
{\displaystyle \mathrm {^{225}_{88}Ra} \rightarrow \mathrm {^{225}_{89}Ac} +e^{-}+{\bar {\nu }}_{e}.}
Сам актиний-225 в основном претерпевает α-распад (энергия распада 5935,1(14) кэВ), в результате чего образуется нуклид 221Fr:
{\displaystyle \mathrm {^{225}_{89}Ac} \rightarrow \mathrm {^{221}_{87}Fr} +\mathrm {^{4}_{2}He} .}
Кроме того, с приблизительной вероятностью 5,3(13)⋅10−10% происходит кластерный распад с испусканием ядра 14C:
{\displaystyle \mathrm {^{225}_{89}Ac} \rightarrow \mathrm {^{211}_{83}Bi} +\mathrm {^{14}_{6}C} .}
Общий период полураспада по всем каналам равен 9,9190(21) суток, из-за высокой удельной активности он значительно токсичнее полония-210, и превышает по токсичности ботулотоксин.

## Применение
Актиний-225 применяется для лечения ряда онкологических заболеваний. При введении радиофармпрепарата в раковую опухоль, Ac-225 начинает облучать ее альфа-частицами, что приводит к гибели раковых клеток. Альфа-излучателями является не только актиний-225, но и его продукты распада: франций-221 (период полураспада ~ 5 минут), астат-217 (69 нс) и полоний-213 (3 мкс). Здоровые ткани при этом не повреждаются, т.к. пробег альфа-частиц в биологической ткани не превышает 0.1 мм. Мировое производство актиния-225 достигает 1.5 кюри.